# Волфрад II фон Неленбург-Феринген
Волфрад II фон Неленбург-Феринген (на немски: Wolfrad II von Nellenburg-Veringen; † 1234/1237) е граф на Неленбург и от 1224 г. на Феринген в днешен Баден-Вюртемберг.

## Биография
Той е четвъртият син на граф Волфрад I фон Феринген Стари († сл. 1216) и съпругата му Берхун фон фон Кирхберг († пр. 1220), вдовица на Витегов фон Албек († сл. 1190). Внук е на граф Манеголд I фон Феринген († 1186). Правнук е на Марквард I фон Феринген-Зигмаринген († 1165) и съпругата му фон Неленбург, дъщеря наследничка на Еберхард фон Неленбург († сл. 1112). Потомък е на Маркварт IV фон Епенщайн († 1076), херцог на Каринтия. Баща му е брат на Хайнрих († 1223), княжески епископ на Щрасбург (1202 – 1223).
Волфрад и братята му Волфрад фон Неленбург († пр. 1220), Еберхард II фон Неленбург († пр. 1220) и Манеголд фон Неленбург († сл. 1229), наследяват Графството Неленбург.
Волфрад II фон Неленбург-Феринген се жени през 1212 г. за Анна фон Хайлигенберг, дъщеря на граф Конрад III фон Хайлигенберг († 1208) и Аделхайд фон Нойфен († сл. 1240), сестра на Бертолд фон Нойфен († 1224), епископ на Бриксен (1216 – 1224), дъщеря на граф Бертхолд I фон Вайсенхорн-Нойфен († 1221). Анна фон Хайлигенберг е полусестра на Бертхолд фон Питенгау († 1254), епископ на Пасау (1250 – 1254), и на Алберт I фон Питенгау († 1260/1262), епископ на Регенсбург (1246 – 1259).
Волфрад II фон Неленбург става през 1224 г. граф на Феринген (по късният град Ферингенщат).

## Деца
Волфрад II и Анна имат трима сина:
- Волфрад III фон Феринген († сл. 30 август 1267/1268), граф на Феринген, женен за Анна († сл. 19 април 1254)
- Конрад фон Неленбург († сл. 9 ноември 1271)
- Еберхард фон Феринген († сл. 1258).